# 3456 Etiennemarey
A 3456 Etiennemarey (ideiglenes jelöléssel 1985 RS2) a Naprendszer kisbolygóövében található aszteroida. Henri Debehogne fedezte fel 1985. szeptember 5-én.